# کیسه بارداری
کیسه بارداری، کیسه حاملگی یا کیسه آبستنی (به انگلیسی: Gestational sac) حفره بزرگی از مایع پیرامون جنین است. در طول رویان‌زایی اولیه، از کوئلوم برون‌رویانی extraembryonic coelom تشکیل شده است که به آن حفره کوریونی chorionic cavity نیز گفته می‌شود. کیسه بارداری معمولاً در درون رحم قرار دارد. این تنها ساختار موجود است که می‌تواند برای تعیین وجود بارداری درون‌رحمی تا زمانی که رویان قابل شناسایی باشد استفاده شود. در سونوگرافی، به‌صورت یک فضای تیره دیده می‌شود که حاشیه‌ای سفید دارد. در سونوگرافی مامایی، کیسه بارداری یک فضای تاریک (anechoic) است که توسط یک لبه سفید (hyperchoic) دربر گرفته شده است.

الف: کیسه بارداری، ب: طول تاج-کفل رویان، ج: کیسه آمنیوتیک، D: کیسه زرده

میانگین قطر کیسه می‌تواند به‌طور مؤثر سن بارداری را بین ۵ تا ۶ هفته، با دقت حدود ۵+/- روز برآورد کند.
کیسه زرده و رویان زمانی که کیسه بارداری به اندازه معینی می‌رسد باید به آسانی قابل شناسایی باشد - زمانی که کیسه بارداری ۲۰ میلی‌متر است کیسه زرده و زمانی که کیسه بارداری به ۲۵ میلی‌متر می‌رسد باید یک قطب جنین دیده شود.
کیسه‌های بارداری را می‌توان با سونوگرافی شناسایی کرد و به‌طور کلی با چهار ویژگی زیر شناسایی می‌شوند:
1. کیسه در نماهای طولی و عرضی شکلی گرد یا بیضی دارد
2. کیسه توسط یک لبه اکوژنیک سفید احاطه شده است (واکنش کوریودیدوال)[۵]
3. کیسه در فوندوس رحم جای دارد.
4. کیسه در خط وسط کاشته نمی‌شود، بلکه به صورت بیرون از مرکز (به یک سوی خط حفره رحم) کاشته می‌شود.

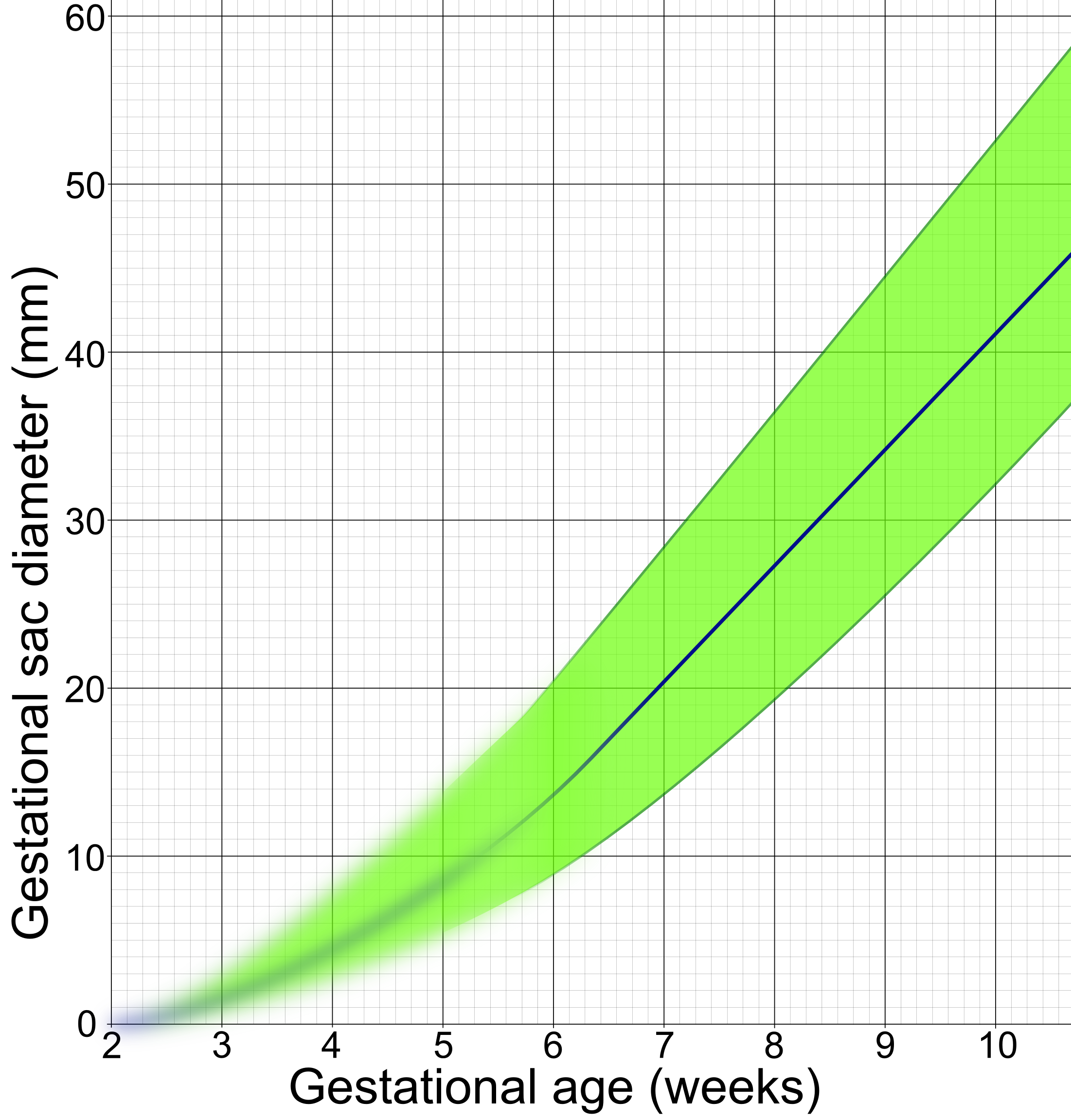
میانگین قطر کیسه بارداری بر اساس سن بارداری خط آبی میانگین است و ناحیه سبز صدک‌های ۵ و ۹۵ را نشان می‌دهد.